# Janžič
Janžič je priimek v Sloveniji, ki ga je po podatkih Statističnega urada Republike Slovenije na dan 1. januarja 2010 uporabljalo 208 oseb.

## Znani nosilci priimka
- Davor Janžič (*1981), balinar
- Vlado Janžič (1936-2016), politik, direktor RTV in športni delavec